# Шорт-трек на зимних Олимпийских играх 2010 — эстафета (женщины)
Соревнования в эстафете на 3000 метров в шорт-треке среди женщин на зимних Олимпийских играх 2010 прошли 13 и 24 февраля.
Забеги состоялись в Пасифик Колизиуме. В первый день с 17:00 до 19:45 по местному времени (UTC-8) прошли полуфиналы, а на следующий с 17:00 до 18:45 финалы.
В финале победила команда Китая, которая установила новый мировой рекорд. Команда из Южной Кореи финишировала первой, но была дисквалифицирована по спорному решению судей за касание соперника.

## Медалисты
| Золото                                                | Серебро                                                                | Бронза                                                                              |
| Китай · Сунь Линьлинь · Ван Мэн · Чжан Хуэй · Чжоу Ян | Канада · Джессика Грегг · Калина Роберж · Мариан Сен-Желе · Таня Висан | США · Эллисон Бэйвер · Элисон Дудек · Лана Геринг · Кэтрин Ройтер · Кимберли Деррик |

## Рекорды
| Мировой рекорд     | Китай Лю Цюхун, Ван Мэн, Чжан Хуэй, Чжоу Ян                         | 4:07,179 | Солт-Лейк-Сити, США | 19 октября 2008 |
| Олимпийский рекорд | Республика Корея Чхве Ын Гён, Чхве Мин Гён, Чу Мин Чжин, Пак Хе Вон | 4:12,793 | Солт-Лейк-Сити, США | 20 февраля 2002 |

## Соревнование

### Полуфинал
Занявшие 1-2 места проходят в финал A, остальные в финал B.
| Место | Спортсмен                                                              | Время    |
| ----- | ---------------------------------------------------------------------- | -------- |
| 1     | Республика Корея Чо Хэ Ри, Ким Минджон, Ли Ын Бёль, Пак Сын Хи         | 4:10,753 |
| 2     | США Кимберли Деррик, Элисон Дудек, Лана Геринг, Кэтрин Ройтер          | 4:15,376 |
| 3     | Нидерланды Лисбет Мау Асам, Йорин Тер Морс, Аннита ван Дорн, Майке Вос | 4:16,520 |
| 4     | Италия Арианна Фонтана, Чечилия Маффей, Мартина Вальчепина, Катя Дзини | 4:23,950 |

| Место | Спортсмен                                                            | Время       |
| ----- | -------------------------------------------------------------------- | ----------- |
| 1     | Китай Сунь Линьлинь, Ван Мэн, Чжоу Ян, Чжан Хуэй                     | 4:08,797 OR |
| 2     | Канада Джессика Грегг, Калина Роберж, Марианна Сен-Желэ, Таня Висент | 4:11,476    |
| 3     | Япония Биба Сакураи, Аюко Ито, Мика Одзава, Юи Сакаи                 | 4:13,752    |
| 4     | Венгрия Рожа Дараж, Бернадетт Хеидум, Эрика Хусар, Андреа Кеслер     | 4:17,487    |

### Финалы

#### Финал B
| Место | Спортсмен                                                                | Время    |
| ----- | ------------------------------------------------------------------------ | -------- |
| 1     | Нидерланды Санне ван Керкхоф, Йорин Тер Морс, Аннита ван Дорн, Майке Вос | 4:16,120 |
| 2     | Венгрия Рожа Дараж, Бернадетт Хеидум, Эрика Хусар, Андреа Кеслер         | 4:17,937 |
| 3     | Италия Люсия Перетти, Чечилия Маффеи, Мартина Вальчепина, Катя Дзини     | 4:18,559 |
| 4     | Япония Аюко Ито, Хироко Садаканэ, Юи Сакаи, Биба Сакураи                 | 4:28,745 |

#### Финал A
| Место | Спортсмен                                                            | Время       |
| ----- | -------------------------------------------------------------------- | ----------- |
| 1     | Китай Сунь Линьлинь, Ван Мэн, Чжан Хуэй, Чжоу Ян                     | 4:06,610 WR |
| 2     | Канада Джессика Грегг, Калина Роберж, Марианна Сен-Желэ, Таня Висент | 4:09,137    |
| 3     | США Кимберли Деррик, Элисон Дудек, Лана Геринг, Кэтрин Ройтер        | 4:14,081    |
| —     | Республика Корея Чо Хэ Ри, Ким Минджон, Ли Ын Бёль, Пак Сын Хи       | DSQ         |